# 路環慘案
路環慘案，是1910年在澳门發生的一場葡萄牙駐軍與海盜的戰役。
1910年7月初，18名新寧縣學童在路環被海盜綁架，勒索35000銀元，鄉民稟告兩廣總督袁樹勛，袁因路環屬澳葡政府管轄，不能派兵前往緝拿。7月12日澳督馬葵士派遣兩支部隊共46人進攻，由於海盜頑抗，2名葡兵與一名小童被擊斃，另有4人受傷，炮台亦被佔領。澳督聞訊後於7月13日增派一炮兵部隊共140人支援，惟仍不敵匪徒。隨後調集水陸各軍全力進攻，路環各村民因被海盜挾持，致被炮擊引致死傷。7月17日，葡軍全面包圍路環九澳並登陸，縱火焚燒九澳村，村民數百家家毀人亡，死亡人數約為200人，同日晚上，大批海盜在暴風雨下乘船逃走，多人遇海難喪生。有一艘逃難的村民船，被葡軍追逐擊沉，船上38人喪生。
葡軍最後救出18名人質，另有40餘名海盜被生擒。1910年9月，治安警察局審理並判處8名海盜流放非洲做苦力28年。路環慘案發生後，居民因不滿葡方除擊斃海盜外亦誤殺村民，紛紛要求政府廢除條約收回澳門。清政府鑒於群眾強烈要求，派駐法國大使劉式訓赴里斯本，再次提出劃界談判問題，但此事最後不了了之。 
事後，島上居民和警察成功將海盜驅逐出路環，並在路環馬忌士前地樹立「打海盜紀念碑」；在1911年至1992年間，每年7月13日被訂為紀念日，海島市放假一天。